# Aníbal López Monteiro
Aníbal López Monteiro (n. 1946), es un músico y cantante argentino, con registro de tenor, orientado principalmente a la música popular argentina, que integró el Cuarteto Zupay, uno de los grupos vocales más destacados de Argentina, desde su fundación en 1966 hasta 1972. Con posterioridad integró Gente de Canto y siguió una carrera como solista. 

## Trayectoria
En 1966, a los 20 años, fue convocado por los hermanos Juan José García Caffi (primer tenor) y Pedro Pablo García Caffi (barítono), para integrar la primera formación del Cuarteto Zupay como segundo tenor. En ese momento el grupo se integró también con Eduardo Vittar Smith, como bajo. Se retiró del grupo en 1972, siendo reemplazado por Rubén Verna. Participó en los tres primeros álbumes grabados por el Cuarteto Zupay.
A fines de la década de 1970 integró el grupo vocal Gente de Canto, junto a Jorge Raúl Batallé (bajo), Luis María Batallé (barítono-bajo), Amílcar Scalisi (contratenor) y  Alcides Genanian.
Luego de su separación del Cuarteto Zupay, López Monteiro siguió una carrera solista. En 2002 lanzó como solista el álbum Cuando nada te debía.

## Discografía

### Solista
1. Aníbal López Monteiro - CBS 19.701, 1977
2. Cuando nada te debía, 2002

### Álbumes con el Cuarteto Zupay
1. Folklore sin mirar atrás, Trova TL 13, 1967
2. Folklore sin mirar atrás Vol. 2, Trova TL 18, 1968
3. Juglares, CBS Columbia, E 19007, 1970